# Georges Ricou
Pour les articles homonymes, voir Ricou.
Georges Ricou, né le 15 avril 1908 au Genest et mort à Port-Brillet le 30 juin 1978, est un homme politique français. Il est notamment député de la Mayenne de 1948 à 1951.

## Biographie
Né dans une famille d’artisans charrons, il obtient son certificat d’études à l’école publique du Genest. Il participe à l'occupation de la Ruhr de 1927 à 1930 lors de son service militaire. Il devient alors représentant de commerce en droguerie et quincaillerie, jusqu'en 1973 à l'exception de sa période parlementaire. Membre de la SFIO en 1945, puis du Parti socialiste de 1971 à 1978, il est maire de Port-Brillet de 1945 à 1953.
Georges Ricou est en deuxième position sur la liste socialiste menée par Camille Lhuissier, élu député en 1946. Il lui succède à sa mort en 1948. Il ne se représente pas en 1951 et se présente pour la dernière fois, aux Élections législatives de 1956. Il préside en 1977 la SPA de la Mayenne.

## Sources
- Ressource relative à la vie publique :   - Base Sycomore
- Notices d'autorité :   - VIAF
  - IdRef
- « Georges Ricou », La Documentation française, Dictionnaire des parlementaires français (1940-1958), 1988-2005 [détail des éditions] (lire en ligne)